# Золотой туман
«Золотой туман» — российский фильм 1993 года режиссёра Милианы Черкасовой.

## Сюжет
Актер Кирилл решает создать свою киностудию, но его партнёр Борис решает «кинуть» Кирилла на крупную сумму денег. Бандиты пытаются похитить дочь Кирилла. В борьбу с бандитами вступает младший брат актёра Дима, в совершенстве владеющего приемами рукопашного боя.

## В ролях
- Игорь Шавлак — Кирилл
- Дмитрий Черкасов — Дима
- Станислав Садальский — Борис
- Марина Зудина — Светлана
- Борис Химичев — Президент
- Ирина Безрукова — Лариса
- Вячеслав Гуренков — дядя Паша
- Мария Андреева-Яворская — Мила
- Оля Видова — Катюша
- Валерий Кудряшов — Эдик
- Артём Иноземцев — эпизод[3]

## Критика
Очевидно, что автор сценария и режиссер фильма М.Черкасова находится под огромным влиянием психологического кино и его великих адептов. Но, перенося свои художнические пристрастия на российскую действительность, создатели фильма, видимо, забыли о материале российской жизни, который требует адекватных средств изображения. Когда герои фильма вступают в схватку с мафией, то здесь все просто, ибо зритель подготовлен к подобного рода способам разрешения конфликтов. Куда сложнее проследить за мотивами поступков персонажей, за нитями, связывающими или разделяющими людей. Здесь не все понятно и не все принимаешь на веру — уж больно зыбкие отношения эти.
— журнал «Вестник», 1996 год

## Фестивали и награды
Приз «За чистоту чувств» III кинофестиваля «Женский мир» (1994, Набережные Челны).